# ارتفاع ضغط الدم الرئوي الانصمامي الخثاري المزمن
ارتفاع ضغط الدم الرئوي الانصمامي الخثاري المزمن (CTEPH) هو مرض طويل المدى ناجم عن انسداد في الأوعية الدموية التي تنقل الدم من القلب إلى الرئتين (شجرة الشرايين الرئوية). تسبب هذه الانسدادات زيادة مقاومة التدفق في شجرة الشرايين الرئوية ما يؤدي بدوره إلى ارتفاع الضغط في هذه الشرايين (ارتفاع ضغط الدم الرئوي). تنجم الانسدادات إما عن جلطات دموية منظمة (طويلة الأمد) (أو متصلبة) تنشأ عادة من الأوردة العميقة في الأطراف السفلية من الجسم (الجلطات الدموية) وتستقر في شجرة الشرايين الرئوية بعد المرور عبر الجانب الأيمن من القلب. قد تنجم الانسدادات أيضًا عن أنسجة ندبية تتشكل في الموقع الذي تسببت فيه الجلطة في إتلاف البطانة الداخلية للشرايين الرئوية، ما يتسبب في انسداد ليفي دائم (انسداد تدفق الدم). يعاني معظم المرضى من مزيج من انسداد الأوعية الدموية الدقيقة (الأوعية الدموية الصغيرة) والأوعية الدموية الكبيرة (الأوعية الدموية الرئيسية). قد يعاني بعض المرضى من ضغط رئوي طبيعي أو شبه طبيعي أثناء الراحة على الرغم من ظهور أعراض المرض. يصنف هؤلاء المرضى على أنهم مصابون بمرض الانصمام الخثاري المزمن (CTED).
يتم التشخيص بعد ثلاثة أشهر على الأقل من تمييع الدم الفعال لتمييز هذه الحالة من الانسداد الرئوي تحت الحاد. النتائج التشخيصية لارتفاع ضغط الدم الرئوي الانصمامي الخثاري المزمن هي:
تم قياس متوسط الضغط الشرياني الرئوي (mPAP) ≥25 مم زئبقي بطريقة غزوية (أي في الدم)؛
عيوب التروية غير المتطابقة في فحص تهوية/تروية الرئة (V/Q) وعلامات تشخيصية محددة لارتفاع ضغط الدم الرئوي الانصمامي الخثاري المزمن التي تظهر بواسطة تصوير الأوعية المقطعية المحوسب متعدد الكاشف (MDCT)، أو التصوير بالرنين المغناطيسي (MRI) أو تصوير رئوي تقليدي (PAG)، مثل التضيقات الشبيهة بالحلقة والشبكات/الشقوق، والانسدادات الكلية المزمنة (آفات الأكياس، أو الآفات المدببة) والآفات الملتوية.

## العلامات والأعراض
غالبًا ما تكون الأعراض والعلامات السريرية غير محددة أو غائبة في المراحل المبكرة من داء القلب التاجي المزمن، مع ظهور علامات قصور بطين القلب الأيمن فقط في المراحل المتقدمة من المرض. العرض الرئيسي لارتفاع ضغط الدم الرئوي الانصمامي الخثاري المزمن هو ضيق التنفس الناتج عن الجهد (ضيق في التنفس أثناء المجهود مثل ممارسة الرياضة)، وهو أمر غير محدد ويمكن أن يعزى غالبًا إلى أمراض أخرى أكثر شيوعًا من قبل الأطباء. عند وجودها، فإن الأعراض السريرية لارتفاع ضغط الدم الرئوي الانصمامي الخثاري المزمن قد تشبه تلك الخاصة بالـ PE الحاد، أو ارتفاع ضغط الدم الشرياني الرئوي مجهول السبب (iPAH). تحدث وذمة الساق (تورم) ونفث الدم (الدم في المخاط) في كثير من الأحيان في ارتفاع ضغط الدم الرئوي الانصمامي الخثاري المزمن، في حين أن الإغماء (فقدان الوعي) أكثر شيوعًا في iPAH.

## طريقة تطور المرض
يفتقر الأشخاص المصابون بارتفاع ضغط الدم الرئوي الانصمامي الخثاري المزمن إلى عوامل خطر الإصابة بتجلط الدم التقليدية. الفهم الحالي هو أن ارتفاع ضغط الدم الرئوي الانصمامي الخثاري المزمن هو نتيجة للتخثر الالتهابي: عندما تتحد الحالات المؤيدة للتخثر (تشكل جلطة دموية) مع الالتهاب المزمن والعدوى، قد يترتب على ذلك عدم حل الخثرة. تشمل عوامل الخطر لارتفاع ضغط الدم الرئوي الانصمامي الخثاري المزمن استئصال الطحال، ومرض الأمعاء الالتهابي، واستبدال هرمون الغدة الدرقية المزمن، وأنواع الدم غير O، والأورام الخبيثة، والتحويلة البطينية الأذينية المصابة، والخيوط الوريدية الدائمة.

## التشخيص
ما يزال التشخيص المبكر يشكل تحديًا في ارتفاع ضغط الدم الرئوي الانصمامي الخثاري المزمن، مع متوسط وقت يبلغ 14 شهرًا بين ظهور الأعراض والتشخيص في مراكز الخبراء. غالبًا ما يتم الشك في وجود PH عن طريق تخطيط صدى القلب، ولكن يلزم إجراء قسطرة القلب اليمنى الغازية لتأكيد ذلك. بمجرد تشخيص PH، فإن وجود مرض الانصمام الخثاري يتطلب التصوير. تؤكد خوارزمية التشخيص الموصى بها على أهمية التحقيق الأولي باستخدام مخطط صدى القلب ومسح V/Q والتأكيد باستخدام قسطرة القلب اليمنى وتصوير الأوعية الرئوية (PA).
قد يكون كل من مسح V/Q وتصوير الأوعية المقطعية المحوسب متعدد الكاشفات (CTPA) من الطرق الدقيقة للكشف عن ارتفاع ضغط الدم الرئوي الانصمامي الخثاري المزمن، مع فعالية تشخيصية ممتازة في أيدي الخبراء (الحساسية والنوعية والدقة 100%، 93.7%، و96.5% لـ V/ Q و96.1%، 95.2%، و95.6% لـ CTPA). لا يمكن لـ CTPA وحده استبعاد المرض، ولكنه قد يساعد في تحديد انتفاخ الشريان الرئوي الذي يؤدي إلى ضغط الشريان التاجي الرئيسي الأيسر، وآفات متنية رئوية (مثل مضاعفات الاحتشاءات الرئوية السابقة)، والنزيف من الشرايين الجانبية القصبية. اليوم، يظل التصوير المعياري الذهبي هو تصوير الأوعية الرئوية الغازية (PAG) باستخدام تصوير الأوعية الدموية الأصلي أو تقنية الاقتطاع الرقمي.

## العلاج
يمكن أن يكون اتخاذ القرار بالنسبة للمرضى الذين يعانون من ارتفاع ضغط الدم الرئوي الانصمامي الخثاري المزمن معقدًا ويحتاج إلى إدارته بواسطة فرق CTEPH المتخصصين في المرض في المراكز التخصصية. تتألف فرق CTEPH من أطباء القلب وأطباء الرئة الحاصلين على تدريب متخصص في درجة الحموضة، وأخصائيي الأشعة، وجراحي PEA ذوي الخبرة مع عدد كبير من مرضى ارتفاع ضغط الدم الرئوي الانصمامي الخثاري المزمن سنويًا، وأطباء ذوي خبرة تدخلية عن طريق الجلد. حاليًا، هناك ثلاثة خيارات علاجية مستهدفة معترف بها متاحة بما في ذلك العلاج القياسي لاستئصال باطنة الشريان الرئوي (PEA). يمكن اعتبار رأب الأوعية الدموية الرئوية بالبالون (BPA) والعلاج الدوائي موسع الأوعية الدموية الرئوية للأشخاص غير المناسبين للجراحة.
يعد التصوير المتخصص باستخدام إما الرنين المغناطيسي أو PA الغزوي ضروريًا لتحديد مخاطر وفوائد العلاج التداخلي باستخدام PEA أو BPA.

## علاج طبي
يتكون العلاج الطبي القياسي من مضادات التخثر (مميعات الدم)، ومدرات البول، والأكسجين. يوصى باستخدام مضادات تخثر الدم مدى الحياة، حتى بعد تناول PEA. لا يُنصح بوضع مرشح الوريد الأجوف السفلي بشكل روتيني.
في المرضى الذين يعانون من ارتفاع ضغط الدم الرئوي الانصمامي الخثاري المزمن غير قابل للجراحة أو PH مستمر/متكرر بعد PEA، هناك أدلة على الاستفادة من العلاج بالأدوية الموسعة للأوعية الرئوية. لقد قدم مكون أمراض الأوعية الدموية الدقيقة في ارتفاع ضغط الدم الرئوي الانصمامي الخثاري المزمن الأساس المنطقي للاستخدام خارج نطاق التسمية للأدوية المعتمدة لـ PAH. في الوقت الحالي، تمت الموافقة على دواء ريوسيجوات فقط (محفز لمحلقة جوانيلات القابلة للذوبان) لعلاج البالغين الذين يعانون من ارتفاع ضغط الدم الرئوي الانصمامي الخثاري المزمن غير القابل للعمل أو ارتفاع ضغط الدم الرئوي الانصمامي الخثاري المزمن المستمر أو المتكرر بعد العلاج الجراحي. هناك تجارب دوائية أخرى جارية على المرضى الذين يعانون من ارتفاع ضغط الدم الرئوي الانصمامي الخثاري المزمن غير صالح للعمل، حيث أثبت عقار macitentan مؤخرًا فعاليته وسلامته في MERIT